# Ferrobeton
Ferrobeton SpA è una società italiana che opera nel campo del cemento armato.

## Storia
La Societa Anonima Italiana Ferrobeton fu fondata nel 1908 dal marchese Giovanni Feltrinelli. Nel 1912 la sede venne trasferita da Genova a Roma.
Fu tra le più importanti società di progettazione e di costruzione italiane che realizzò le opere di fondazione della prima metropolitana di Milano con un innovativo sistema ancora oggi conosciuto come metodo Milano, i bacini di carenaggio dei porti di Napoli e di Genova, la Torre Velasca di Milano, il Grattacielo dei Mille a Catania e molti altri importanti progetti negli anni 1908 - 1970.
Allo stabilimento di Roma fa riferimento Pier Paolo Pasolini nel suo "Ragazzi di vita" con il nome, storpiato, di Ferrobedò.